# Десять долларов с изображением индейца
10 долларов США с изображением индейца (англ. Indian Head Eagle) — золотые монеты США номиналом в 10 долларов, которые чеканились с 1907 по 1933 годы. За всё время было отчеканено немногим более 13 миллионов экземпляров. Имеют несколько разновидностей.

## История
Дизайн монеты был разработан по личному поручению 26-го президента США Теодора Рузвельта известным американским скульптором Огастесом Сент-Годенсом. Первые отчеканенные монеты отличались высоким рельефом изображения и отсутствием девиза «IN GOD WE TRUST». Выпуск «безбожных» монет было преднамеренным, так как Рузвельт считал упоминание слова «GOD» на монетах святотатством. Однако, помещение девиза «IN GOD WE TRUST» на золотых монетах номиналом более 3 долларов было определено ещё монетным актом 1864 года. Несколько членов Конгресса настояли на прекращении выпуска «безбожных» монет.
Разработчик дизайна монеты Сент-Годенс умер в 1907 году. Другим гравёром Чарльзом Барбером был внесён ряд изменений. Изображение на монете стало менее рельефным, на ней появились слова «IN GOD WE TRUST».
В 1933 году в связи с экономическим кризисом, получившим название «Великой Депрессии» США были вынуждены отказаться от золотомонетного стандарта. Золотые монеты подлежали выведению из оборота и переплавке. Отчеканенные несколько ранее экземпляры были переплавлены.
Монеты чеканились на монетных дворах Филадельфии, Денвера и Сан-Франциско. О происхождении монеты говорит буква под изображением орлана на реверсе:
- «CC» — Карсон-Сити
- «D» — Денвер
- «O» — Новый Орлеан
- «S» — Сан-Франциско
- отсутствует — Филадельфия

## Изображение

### Аверс
На аверсе монеты изображён бюст женщины в национальном головном уборе индейцев. На нём располагается надпись «LIBERTY». Под бюстом находится год, а над ним полукругом 13 звёзд.

### Реверс
На реверсе монеты находится белоголовый орлан с расправленными крыльями — геральдический символ США, держащий в когтях пучок фасций и оливковую ветвь, которые символизируют государственное и национальное единство и желание мира. Сверху расположена полукруговая надпись «UNITED STATES OF AMERRICA», а по бокам девизы «E PLURIBUS UNUM» и «IN GOD WE TRUST». Снизу обозначен номинал монеты «TEN DOLLARS».
Реверс данной монеты повторяет изображение аналогичных монет номиналом в 2,5- и 5 долларов, с одним существенным отличием. Изображение на монете не вдавленное, а выпуклое.

## Тираж
| Год                           | Отчеканено в Филадельфии | Отчеканено в Денвере | Отчеканено в Сан-Франциско |
| ----------------------------- | ------------------------ | -------------------- | -------------------------- |
| 1907                          | 239 950 (50)             |                      |                            |
| 1908 (без девиза) (с девизом) | 33 500 341 370 (116)     | 210 000 836 500      | 59 850                     |
| 1909                          | 184 789 (74)             | 121 540              | 292 350                    |
| 1910                          | 318 500 (204)            | 2 356 640            | 811 000                    |
| 1911                          | 505 500 (95)             | 30 100               | 51 000                     |
| 1912                          | 405 000 (83)             |                      | 300 000                    |
| 1913                          | 442 000 (71)             |                      | 66 000                     |
| 1914                          | 151 000 (50)             | 343 500              | 208 000                    |
| 1915                          | 351 000 (75)             |                      | 59 000                     |
| 1916                          |                          |                      | 138 500                    |
| 1920                          |                          |                      | 126 500                    |
| 1926                          | 1 014 000                |                      |                            |
| 1930                          |                          |                      | 96 000                     |
| 1932                          | 4 463 000                |                      |                            |
| 1933                          | 312 500                  |                      |                            |

(в скобках обозначено количество монет качества пруф)
Суммарный тираж монеты составляет более 13 миллионов экземпляров.